# Nowe Książki
Die Nowe Książki (Neue Bücher) ist eine polnische Monatszeitschrift, die seit 1949 in Warschau herausgegeben wird. In ihr werden Rezensionen zur polnischen Literatur und Sachbüchern veröffentlicht.

## Geschichte
Die Zeitschrift wurde von 1949 bis 1957 als Monatszeitschrift, von 1957 bis 1982 als Zweiwochenzeitschrift und seit 1982 erneut als Monatszeitschrift herausgegeben.
Von 1998 bis zu seinem Tode 2024 war Tomasz Łubieński Chefredakteur.